# Daníel Leó Grétarsson
Daníel Leó Grétarsson (Grindavík, 1995. október 2. –) izlandi válogatott labdarúgó, a lengyel Śląsk Wrocław hátvédje.

## Pályafutása

### Klubcsapatokban
Daníel az izlandi Grindavík városában született. Az ifjúsági pályafutását a helyi Grindavík akadémiájánál kezdte.
2012-ben mutatkozott be a Grindavík első osztályban szereplő felnőtt csapatában. 2015-ben a norvég Aalesundhoz igazolt. Először a 2015. április 6-ai, Rosenborg ellen 5–0-ra elvesztett mérkőzésen lépett pályára. Első gólját 2017. április 17-én, a Lillestrøm ellen 3–1-re megnyert találkozón szerezte meg. 2020 októberében az angol harmadosztályban érdekelt Blackpool szerződtette. 2020. október 31-én, a Burton Albion ellen 2–1-re megnyert bajnokin debütált.
2022. január 27-én 3½ éves szerződést kötött a lengyel Śląsk Wrocław együttesével. Először a 2022. február 19-ei, Piast Gliwice ellen 3–1-re elvesztett mérkőzésen lépett pályára. Első gólját 2022. július 24-én, a Pogoń Szczecin ellen hazai pályán 2–1-re megnyert találkozón szerezte meg.

### A válogatottban
Daníel az U19-es és az U21-es korosztályú válogatottakban is képviselte Izlandot.
2020-ban debütált a felnőtt válogatottban. Először 2020. január 16-án, Kanada ellen 1–0-ra megnyert barátságos mérkőzésen lépett pályára.

## Statisztikák
2022. október 3. szerint
| Klub          | Szezon   | Osztály        | Bajnokság | Bajnokság | Kupa  | Kupa | Nemzetközi | Nemzetközi | Összesen | Összesen |
| Klub          | Szezon   | Osztály        | Meccs     | Gól       | Meccs | Gól  | Meccs      | Gól        | Meccs    | Gól      |
| ------------- | -------- | -------------- | --------- | --------- | ----- | ---- | ---------- | ---------- | -------- | -------- |
| Grindavík     | 2012     | Úrvalsdeild    | 6         | 1         | 5     | 0    | —          | —          | 11       | 1        |
| Grindavík     | 2013     | 1. deild karla | 21        | 3         | 9     | 3    | —          | —          | 30       | 6        |
| Grindavík     | 2014     | 1. deild karla | 22        | 1         | 8     | 1    | —          | —          | 30       | 2        |
| Grindavík     | Összesen | Összesen       | 49        | 5         | 22    | 4    | 0          | 0          | 71       | 9        |
| Aalesund      | 2015     | Tippeligaen    | 8         | 0         | 0     | 0    | —          | —          | 8        | 0        |
| Aalesund      | 2016     | Tippeligaen    | 12        | 0         | 0     | 0    | —          | —          | 12       | 0        |
| Aalesund      | 2017     | Eliteserien    | 27        | 1         | 1     | 0    | —          | —          | 28       | 1        |
| Aalesund      | 2018     | OBOS-ligaen    | 17        | 1         | 0     | 0    | —          | —          | 17       | 1        |
| Aalesund      | 2019     | OBOS-ligaen    | 29        | 3         | 2     | 0    | —          | —          | 31       | 3        |
| Aalesund      | 2020     | Eliteserien    | 14        | 0         | —     | —    | —          | —          | 14       | 0        |
| Aalesund      | Összesen | Összesen       | 107       | 5         | 3     | 0    | 0          | 0          | 110      | 5        |
| Blackpool     | 2020–21  | League One     | 12        | 0         | 3     | 0    | —          | —          | 15       | 0        |
| Blackpool     | 2021–22  | Championship   | 3         | 0         | 1     | 0    | —          | —          | 4        | 0        |
| Blackpool     | Összesen | Összesen       | 15        | 0         | 4     | 0    | 0          | 0          | 19       | 0        |
| Śląsk Wrocław | 2021–22  | Ekstraklasa    | 4         | 0         | 0     | 0    | —          | —          | 4        | 0        |
| Śląsk Wrocław | 2022–23  | Ekstraklasa    | 10        | 1         | 0     | 0    | —          | —          | 10       | 1        |
| Śląsk Wrocław | Összesen | Összesen       | 14        | 1         | 0     | 0    | 0          | 0          | 14       | 1        |
| Összesen      | Összesen | Összesen       | 185       | 11        | 29    | 4    | 0          | 0          | 214      | 15       |

### A válogatottban
| Válogatott | Év       | Pályára lépés | Gól |
| ---------- | -------- | ------------- | --- |
| Izland     | 2020     | 1             | 0   |
| Izland     | 2021     | 4             | 0   |
| Izland     | 2022     | 6             | 0   |
| Összesen   | Összesen | 11            | 0   |

## Sikerei, díjai
Aalesund
- OBOS-ligaen
  - Feljutó (1): 2019

## Fordítás
Ez a szócikk részben vagy egészben  a   Daníel Leó Grétarsson című angol Wikipédia-szócikk fordításán alapul.  Az eredeti cikk szerkesztőit annak laptörténete sorolja fel. Ez a jelzés csupán a megfogalmazás eredetét és a szerzői jogokat jelzi, nem szolgál a cikkben szereplő információk forrásmegjelöléseként.